# Kościół Matki Bożej Bolesnej w Rybniku
Kościół Matki Bożej Bolesnej w Rybniku – rzymskokatolicki kościół parafialny w Rybniku, w województwie śląskim. Należy do dekanatu Rybnik archidiecezji katowickiej. Mieści się przy Placu Kościelnym, na ulicy Franciszka Rybnickiego 2.

## Historia
Nazywany jest Starym Kościołem, gdyż od czasu budowy był najważniejszą świątynią Rybnika do początku XX wieku, gdy zbudowano nowy kościół pw. św. Antoniego. 
Prace rozpoczęły się w 1794 roku od przygotowania projektu przez architekta Franciszka Ilgnera. Następnie w 1796 roku zburzono kaplicę św. Jana, stojącą koło dzisiejszej figury św. Jana Nepomucena z Aniołami, aby przygotować plac pod przyszłą budowę. 
W 1797 roku zrobiono pierwsze wykopy fundamentów, zwożono piasek, wapno, kamienie, cegły i drewno. Wówczas też zaczęto rozbiórkę kościoła "na Górce" (pierwszej murowanej świątyni na terenie dzisiejszego Rybnika), a pozyskiwane w jej trakcie cegły zwożono na nowy plac budowy. 
Główne prace murarskie, zakończone ułożeniem dachówek, wykonano w latach 1798-1799. Mistrzem murarskim był Karol Tietze z Raciborza, zaś pracami ciesielskimi kierował Jakub Włodarz z Żor.
Pozostałe roboty wykończeniowe trwały kolejne dwa lata, aż do poświęcenia kościoła, którego dokonał opat Bernard Galbierz w niedzielę 15 listopada 1801 roku. Większą część funduszy na budowę kościoła przekazał król Prus Fryderyk Wilhelm III Hohenzollern oraz hrabia Antoni Węgierski, ówczesny „pan na Rybniku”. 
W kościele tym chrzest otrzymał ksiądz Franciszek Blachnicki.
Świątynia przechodziła remonty w latach 1858, 1926 i 1995/1996.

## Architektura
Kościół jest murowany, barokowo – klasycystyczny. Ma tylko jedną nawę. Nad wejściem góruje wieża z kopulastym hełmem. Wyposażenie jest skromne, częściowo oryginalne. Najcenniejszą ozdobą są w prezbiterium późnogotyckie rzeźby, które kiedyś znajdowały się w tryptyku we wnętrzu dawnej świątyni farnej pod wezwaniem Wniebowzięcia Najświętszej Maryi Panny. Po bokach znajdują się ołtarze z roku 1800.

## Organy
Instrument został zbudowany w 1962 roku przez firmę Biernacki w miejsce 18-głosowych organów Dürschlaga.
Dyspozycja instrumentu:
| Manuał I           | Manuał II            | Manuał III       | Pedał              |
| ------------------ | -------------------- | ---------------- | ------------------ |
| 1. Pryncypał 8'    | 1. Pryncypał flet 8' | 1. Flet major 8' | 1. Kontrabas 16'   |
| 2. Holflet 8'      | 2. Viola di gamba 8' | 2. Pryncypał 4'  | 2. Subbas 16'      |
| 3. Salicet 8'      | 3. Vox coelestis 8'  | 3. Bachflet 4'   | 3. Pryncypałbas 8' |
| 4. Bourdon 8'      | 4. Kwintaton 8'      | 4. Flet minor 4' | 4. Fletbas 8'      |
| 5. Oktawa 4'       | 5. Szpicflet 4'      | 5. Nasard 2 2/3' | 5. Chorałbas 4'    |
| 6. Rurflet 4'      | 6. Róg nocny 4'      | 6. Flet leśny 2' | 6. Mikstura 3ch    |
| 7. Super oktawa 2' | 7. Picolo 2'         | 7. Tercja 1 3/5' | 7. Puzon 16'       |
| 8. Mikstura 3ch    | 8. Kwintflet 1 1/3'  | 8. Cymbel 3ch    |                    |
| 9. Trompet 8'      | 9. Szarf 4ch         | 9. Vox humana 8' |                    |
|                    | 10. Obój 8'          |                  |                    |